# Valerio Aspromonte
Valerio Aspromonte (Roma, 16 marzo 1987) è un ex schermidore italiano, specializzato nel fioretto. È cresciuto nel Frascati Scherma, dove tuttora si allena. È membro della squadra delle Fiamme Gialle e della nazionale.
Fra i suoi maestri ha avuto Salvatore Di Naro.
Alle Olimpiadi di Londra 2012 si classifica sesto nella gara individuale, ma vince la medaglia d'oro nel torneo di fioretto a squadre insieme ad Andrea Baldini, Andrea Cassarà e Giorgio Avola.
Nel 2014 partecipa come concorrente alla trasmissione Ballando con le stelle in coppia con la maestra ballerina Ekaterina Vaganova.

## Palmarès

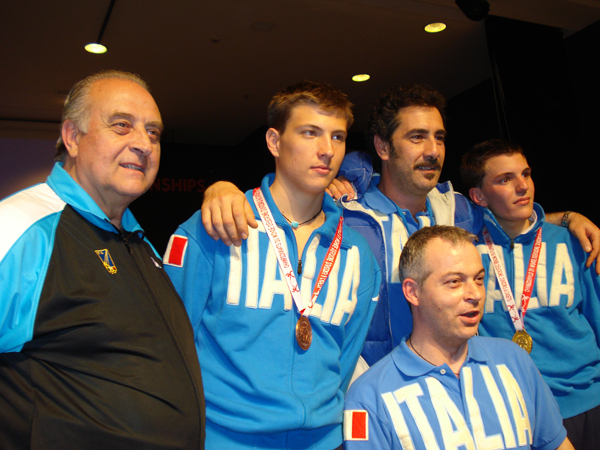
La nazionale giovani di fioretto nel 2007; da sinistra Salvatore Di Naro, Valerio Aspromonte, Stefano Cerioni, Martino Minuto

### Risultati élite
In carriera ha ottenuto i seguenti risultati:
Giochi olimpici
Individuale
A squadre
- Oro nel fioretto a Londra 2012

Mondiali
Individuale
- Argento nel fioretto a Catania 2011
- Bronzo nel fioretto a Budapest 2013

A squadre
- Oro nel fioretto a Budapest 2013
- Argento nel fioretto a Parigi 2010
- Bronzo nel fioretto a Kazan' 2014

Europei
Individuale
- Argento nel fioretto a Lipsia 2010

A squadre
- Oro nel fioretto a Lipsia 2010
- Oro nel fioretto a Sheffield 2011
- Oro nel fioretto a Legnano 2012
- Argento nel fioretto a Strasburgo 2014

Giochi mondiali militari
Individuale
A squadre
- Bronzo nel fioretto a Wuhan 2019

Campionati italiani assoluti
Individuale
- Argento nel fioretto a Trieste 2013
- Bronzo nel fioretto a Tivoli 2009
- Bronzo nel fioretto a Roma 2016

A squadre
- Oro nel fioretto a Roma 2016
- Oro nel fioretto a Milano 2018
- Oro nel fioretto a Palermo 2019
- Argento nel fioretto a Jesi 2008
- Argento nel fioretto a Bologna 2012
- Argento nel fioretto a Trieste 2013
- Argento nella sciabola a Trieste 2013
- Argento nel fioretto a Gorizia 2017

### Risultati giovani
Mondiali giovanili
Individuale
- Oro nel fioretto a Taebaek 2006
- Bronzo nel fioretto a Belek 2007

A squadre
- Oro nel fioretto a Taebaek 2006
- Oro nel fioretto a Belek 2007

Europei giovani
Individuale
- Argento nel fioretto a Poznań 2006
- Bronzo nel fioretto a Tapolca 2005

A squadre
- Bronzo nel fioretto a Tapolca 2005
- Bronzo nel fioretto a Poznań 2006

Campionati Italiani Under 23
- Oro individuale, Rovigo 2006
- Oro individuale, La Spezia 2007
- Bronzo individuale, Casale 2010

Campionati italiani giovanili
- Argento individuale, Foligno 2007

Campionati italiani cadetti
- Bronzo individuale, 2004

Ballando con le stelle
- Oro individuale 2013